# 洗礼盤

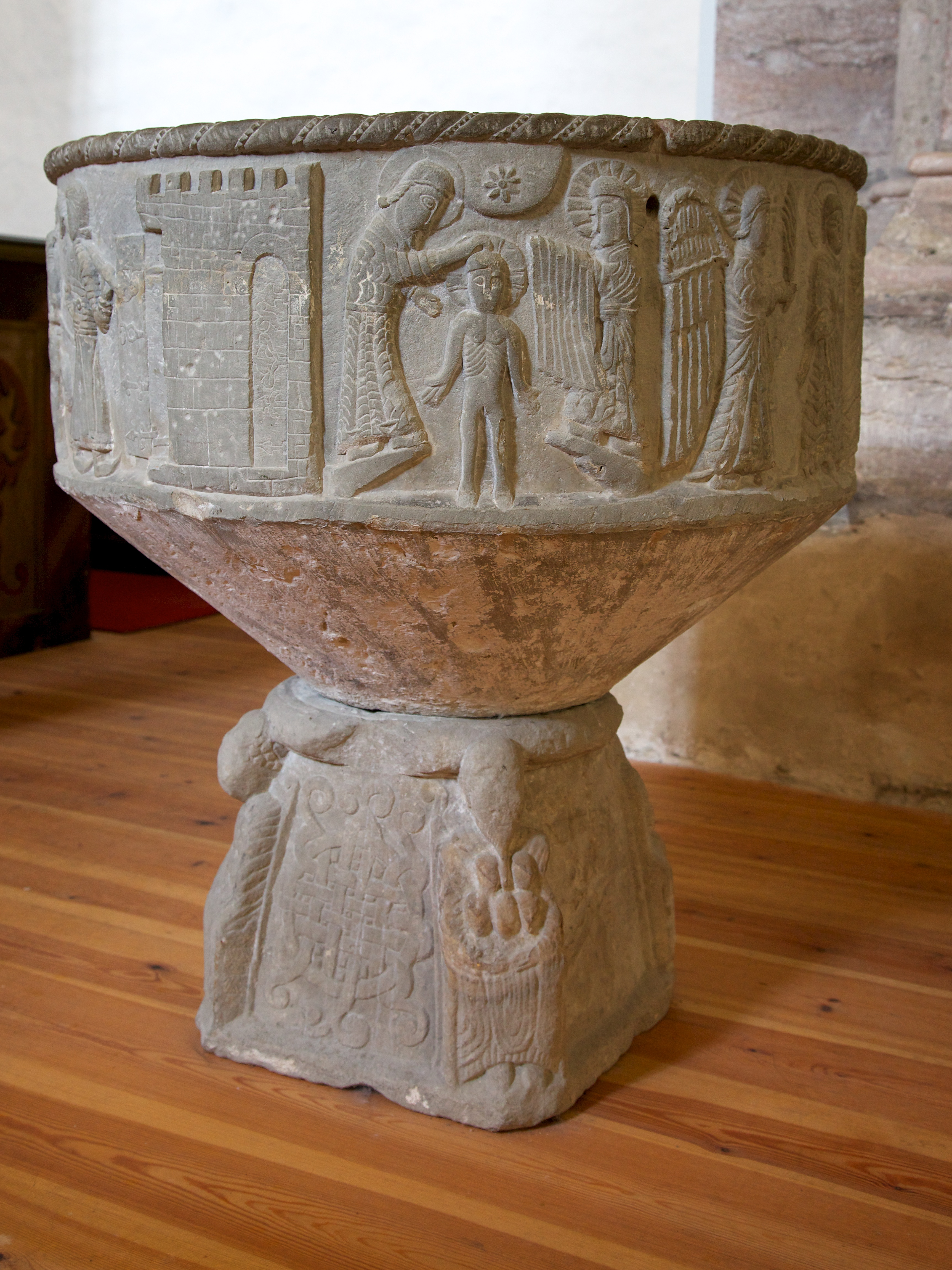
Grötlingbo教会(スウェーデン)のロマネスク様式の洗礼盤。洗礼盤を得意とした彫刻家Sigrafによる。

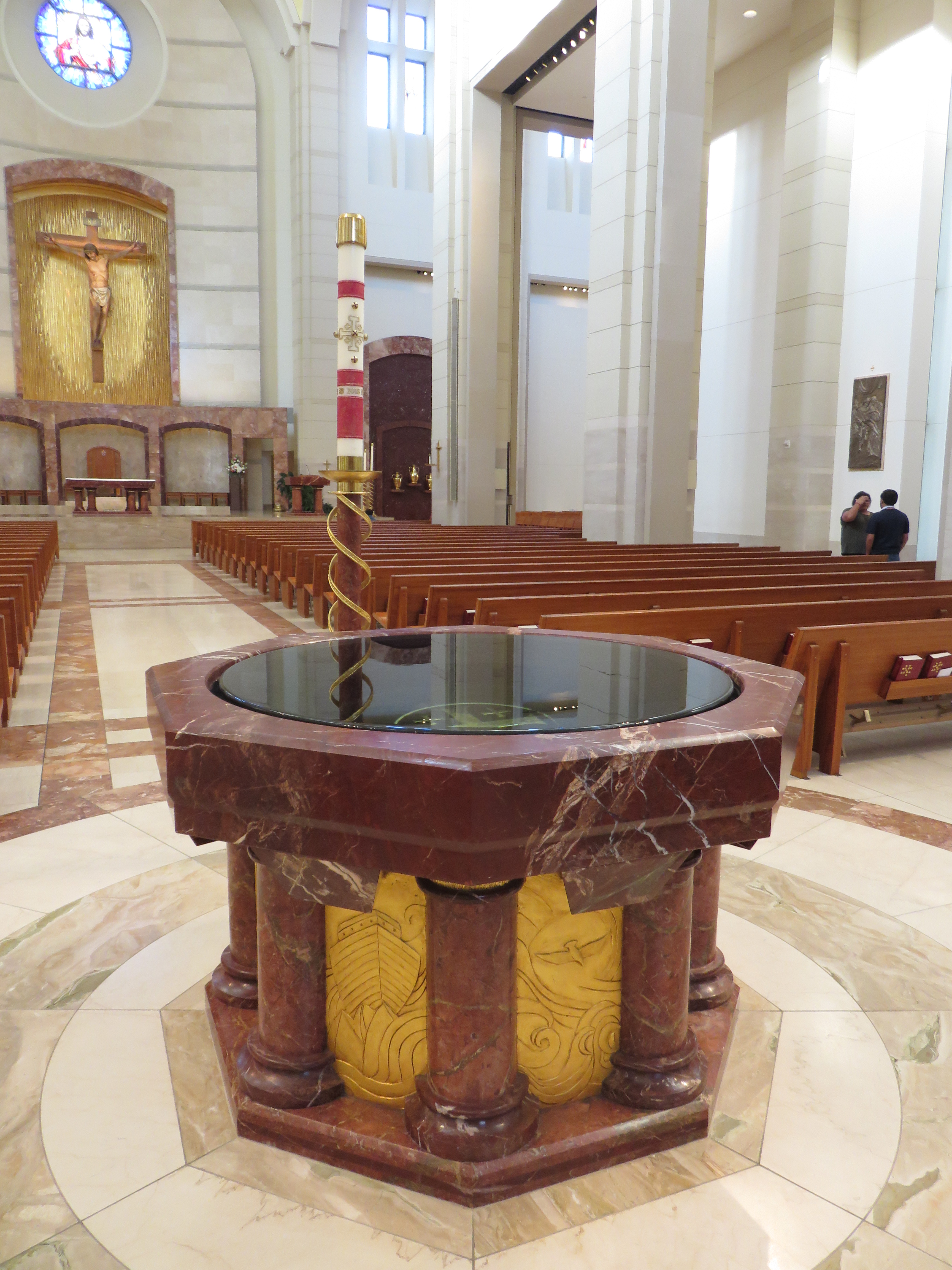
現代風の洗礼盤。Co-Cathedral of the Sacred Heart(ヒューストン)。2008年製作。

洗礼盤（せんれいばん、ラテン語: fons, 英語: font, baptismal font）とは、キリスト教の洗礼（バプテスマ）に用いられる教会用具である。

## 滴礼・灌水礼用の洗礼盤
多くの教派では滴礼や灌水礼のために作られた洗礼盤が用いられる。最も単純な形としては、約150cmほどの台座に水盤を置くための支えが取り付けられたものがある。素材は彫刻が施された大理石や木材、金属など多岐にわたる。形状も様々だが八角形のものが多く、これは天地創造を想起させるとともに伝統的に生後8日目に行う割礼に関連づけられたものである。また、三位一体を想起させるために三角形となっているものもある。

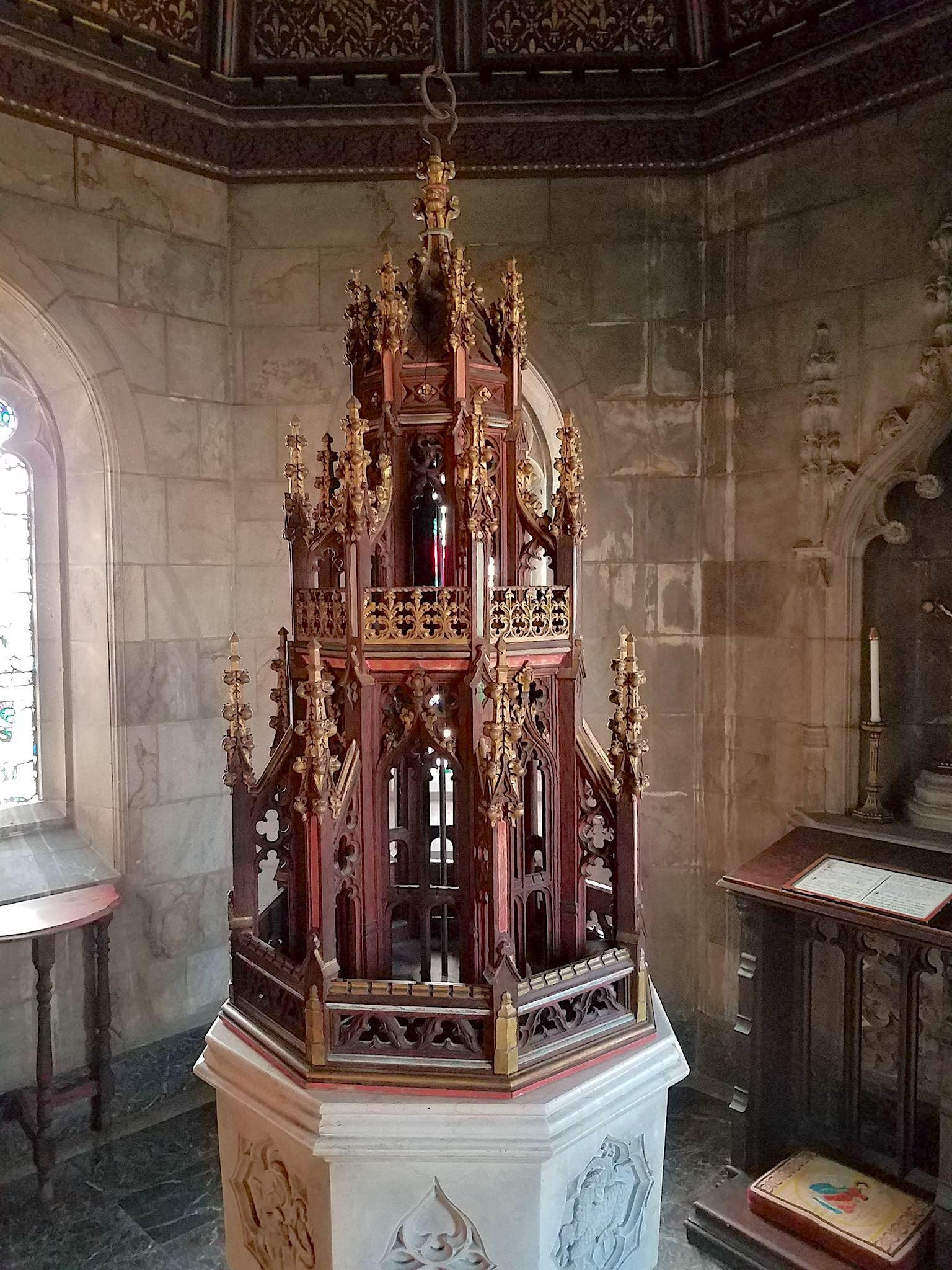
彫刻が施された洗礼盤の蓋。1930年代製作。米国聖公会善き羊飼い教会（ペンシルベニア州・ローズモント）

洗礼盤は入信の儀式である自身の洗礼式を信徒に想起させる目的でしばしば礼拝堂の入口付近に置かれる。中世やルネサンス期には多くの教会において洗礼堂(ラテン語: baptisterium)と呼ばれる洗礼盤を収めるための特別な礼拝堂や独立した建物が設けられた。洗礼堂もしばしば八角形の形状をとる。八角形の洗礼堂は13世紀から洗礼盤とともに一般的なものとなり、14世紀には八角形であることが制度化された。アンブロジウスは八角形の洗礼盤について「8日目にキリストは復活によって死の束縛を解き放ち、墓から死者たちを受け入れるから」だと記している。また、アウグスティヌスも同様に8日目について「キリストの復活によって永遠に聖なるものとなった」と表している。
洗礼盤に注がれる水の量は一般的に少量(1.5リットルほど)である。ポンプや湧水、重力などを利用して水流を作り小川を模したものもある。このような視覚的・聴覚的なイメージは、洗礼の「生きた水」という側面を表現するためである。特別な聖水を用いる教会もあれば、水道水をそのまま用いる教会もある。また、洗礼盤に水を注ぐために特別な銀製の水差し(en:ewer)が使われることもある。
洗礼盤を用いた洗礼の方法は、古典ギリシア語の動詞βαπτίζω(バプティゾー)に従って「振りかける」、「注ぐ」、「洗う」、「浸す」のいずれかが用いられる。βαπτίζωには「沈める」という意味もあるが、ほとんどの洗礼盤は小さすぎるために浸礼には使用できない。ただし、幼児を浸すのに十分な大きさの洗礼盤も存在する。

### 地域によるタイプ(イングランド)
イングランドのある地方では歴史的に一般的であったデザインの洗礼盤が見られる。イングランド南東部バッキンガムシャーとその周辺地域のいくつかの教会では「エイルズベリー・フォント(英語: Aylesbury font)」と呼ばれるものが見られる。このタイプの洗礼盤は12世紀後半の1170年頃から1190年頃にかけて作られたもので、典型的な聖杯型であり、縁が溝彫りによって装飾的な彫刻が施されている。このタイプはノルマン様式建築の好例とされ、エイルズベリーの聖マリア教会で発見されたものにちなんで名付けられた。他にも、同じくバッキンガムシャーで発見された初期イングランド・ゴシック建築の「テーブルトップ(英語: table-top)」型、コーンウォールの「ボドミン・フォント(英語: Bodmin font)」、東アングリアの「セブン・サクラメント・フォント(英語: Seven Sacrament fonts)」、ヘレフォードシャーの「チャリス(聖杯)・フォント(英語: Chalice fonts)」などがある。

## 浸礼槽
最初期の洗礼盤は全身を水に浸すために設計された浸礼槽(英語: Baptismal pool)であり、その多くは十字架型であった。また、槽の中に入るための階段は三位一体にちなみ3段のものが多かった。浸礼槽はしばしば教会堂から独立した洗礼堂の中に設置されていたが、次第に教会堂の主たる出入口の付近で洗礼式が行われるようになっていった。幼児洗礼が一般的になるにつれて洗礼盤はより小さいものになっていった。完全な浸礼のみを洗礼(バプテスマ)として認める教派は浸礼槽を指して「洗礼盤」という語を使用する傾向にあるが、ローマ・カトリック教会では洗礼盤といえば伝統的には浸礼槽ではないものを指す。
浸礼は人工の水槽のほか、川や湖などの自然環境で行われることもある。この場合、受洗者の全身を水に沈めることによって行われるが、これはローマの信徒への手紙6章3〜4節に書かれているように「罪にある状態から死ぬこと」を象徴するものである。
東方正教においては、洗礼は常に3度の浸礼によって執行され、これは幼児洗礼の場合も同様である。滴礼や灌水礼は臨終期のみ認められる。この理由で、東方教会の洗礼盤は西方教会のそれよりも大型であることが多く、しばしば大きな聖爵(聖杯)の形状をとる（東方正教では洗礼後の幼児に対する聖体機密は重要な意義をもつ）。また、素材は石や木よりも金属のほうが一般的である。洗礼機密の間は至聖三者(三位一体)を賛美するために3本のロウソクで洗礼盤やその周囲が照らされる。多くの正教教会では神現祭において特別な聖水が成聖される(大聖水式)。大聖水式は二度行われ、一度目は洗礼盤を用いて神現祭の前日の晩に、二度目は自然の水を用いて神現祭の当日に行う。
ローマ・カトリック教会では、特に第2バチカン公会議(1962〜1965年)以降、洗礼盤の形状には大いに注意が払われている。現在のカトリック教会は、幼児や児童の全身を浸すことができ、成人には少なくとも全身に水を注ぐことができる大きさのものを推奨している。洗礼盤は見えやすく使用しやすい位置に置かれるべきで、また水が流れるようになされているのが好ましい。
末日聖徒イエス・キリスト教会(モルモン教会)のバプテスマは、通常は地域のワードにおいて簡素な水槽で執行されるが、全身を完全に浸すことができる水があればどのような環境でも行うことができる。神殿では死者のためのバプテスマが行われており、そのための水槽はソロモン神殿の「鋳物の海」に倣い、イスラエル12部族を表す12頭の雄牛の彫刻の上に置かれている。

## 洗礼盤の例

### 滴礼・灌水礼用の洗礼盤

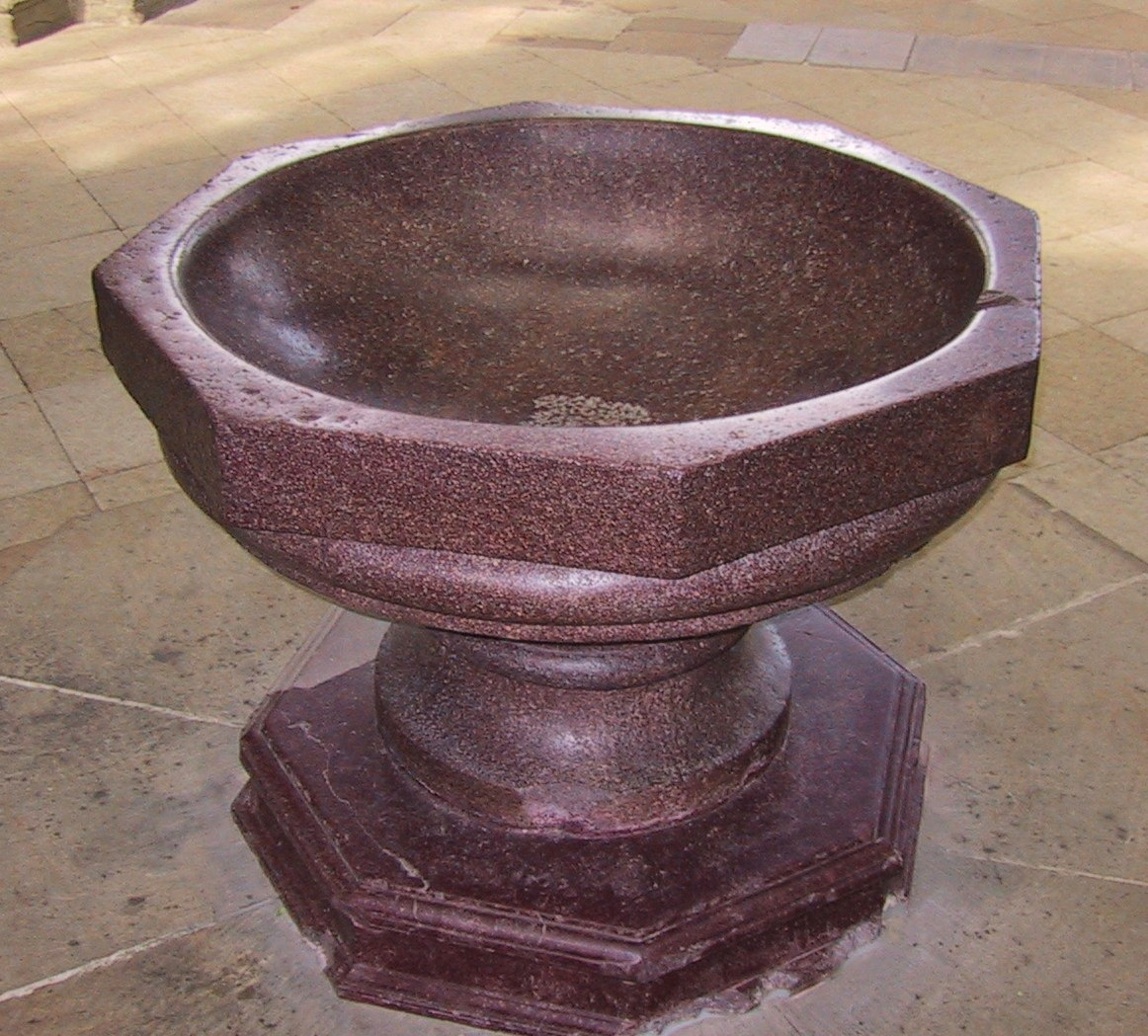
八角形の洗礼盤(ドイツ、マクテブルクカテドラル)
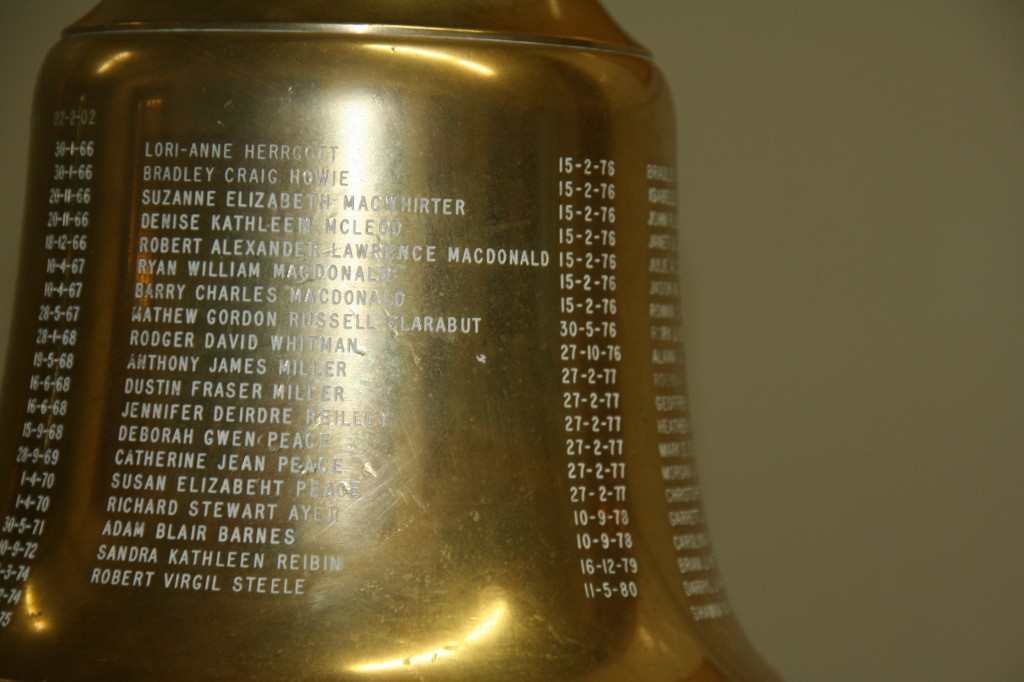
洗礼盤として使われている船鐘(カナダ王立軍事大学ヨー・ホール・チャペル)
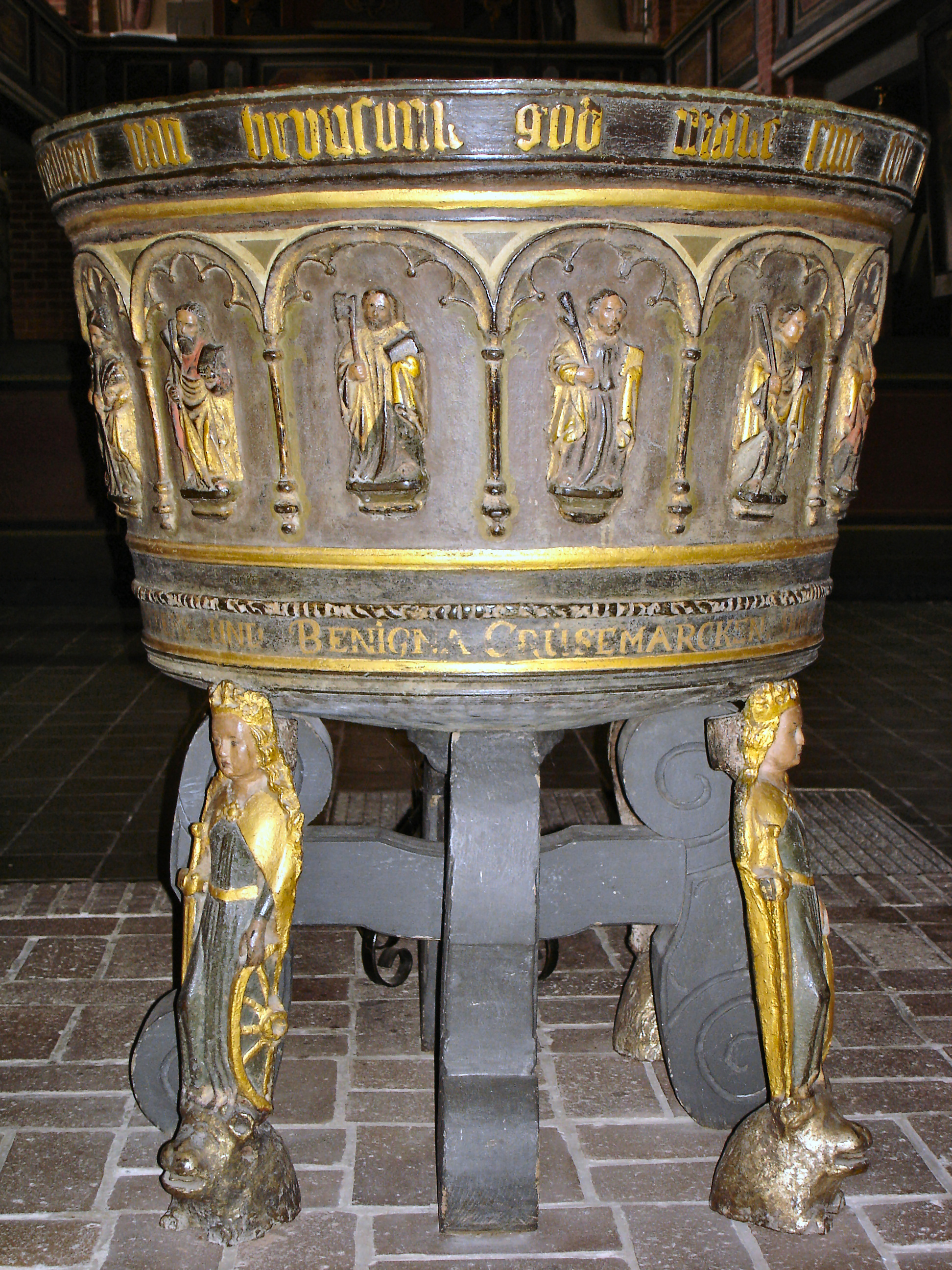
レンツェンの教会の洗礼盤(ドイツ、ブランデンブルク)
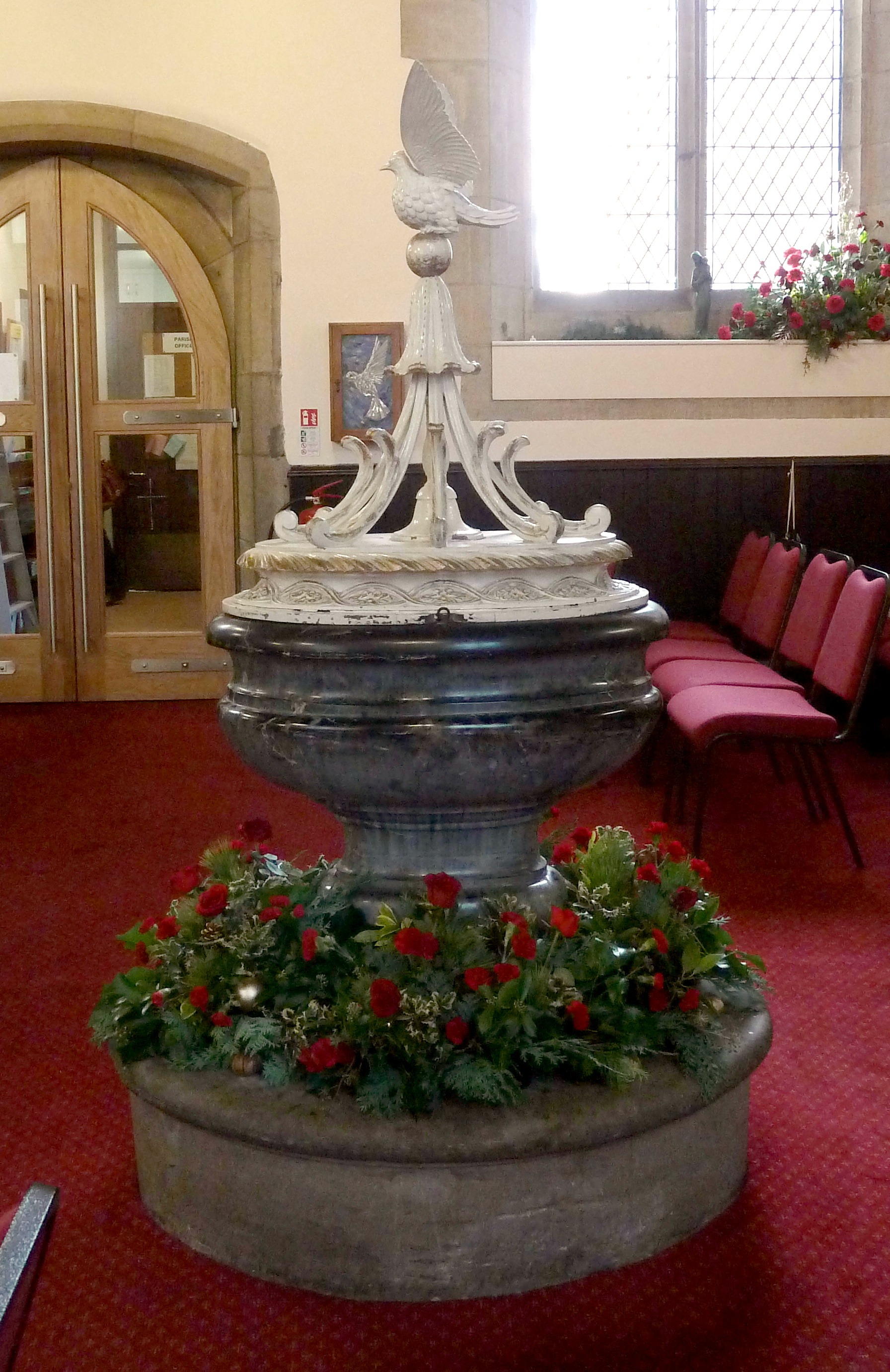
パナル・聖ロバート教会の1686年以前に作られた楕円形の大理石製洗礼盤(イングランド、ノース・ヨークシャー)
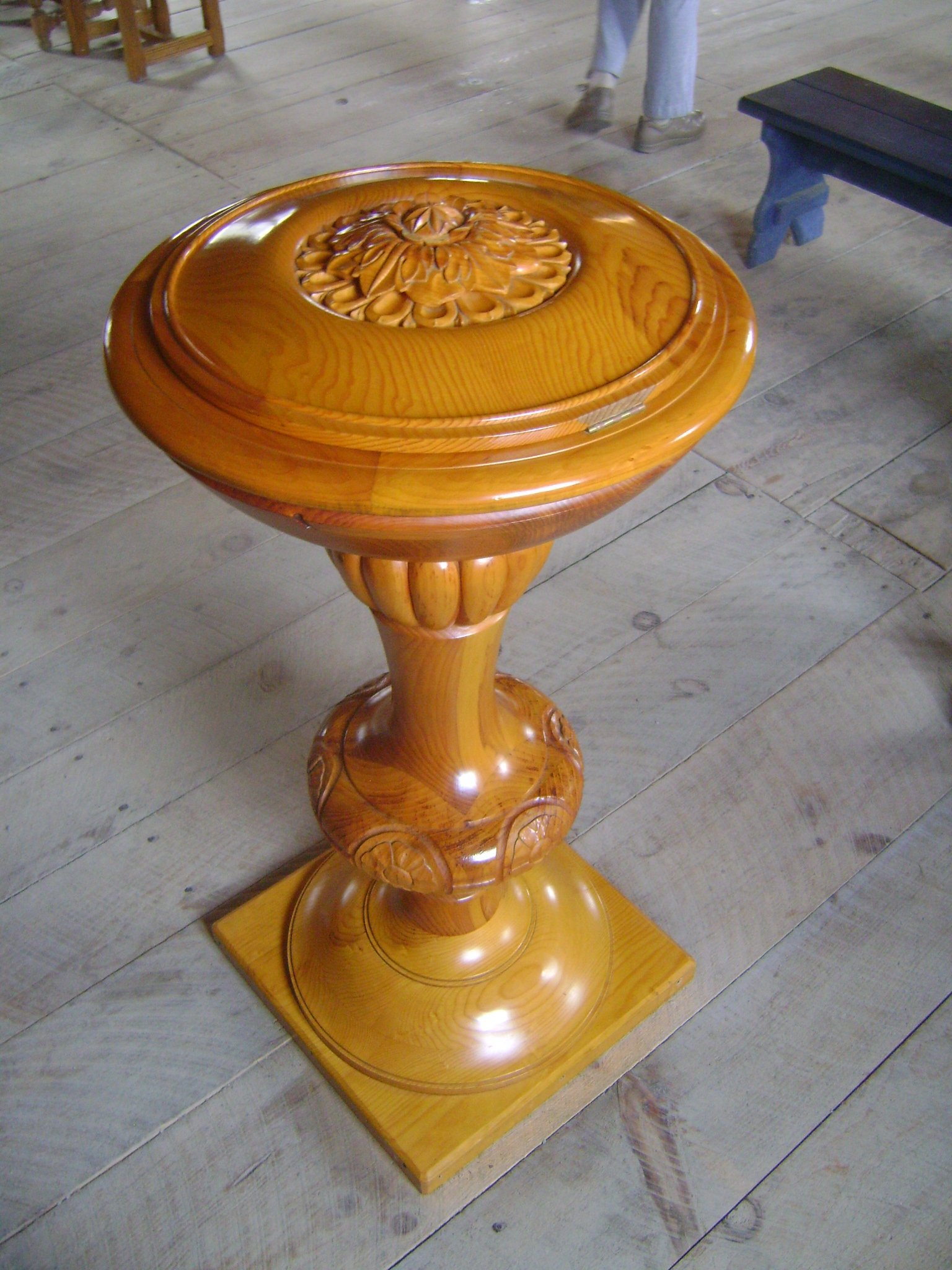
ミチリマキナック砦の洗礼盤(ミシガン州マキノー)
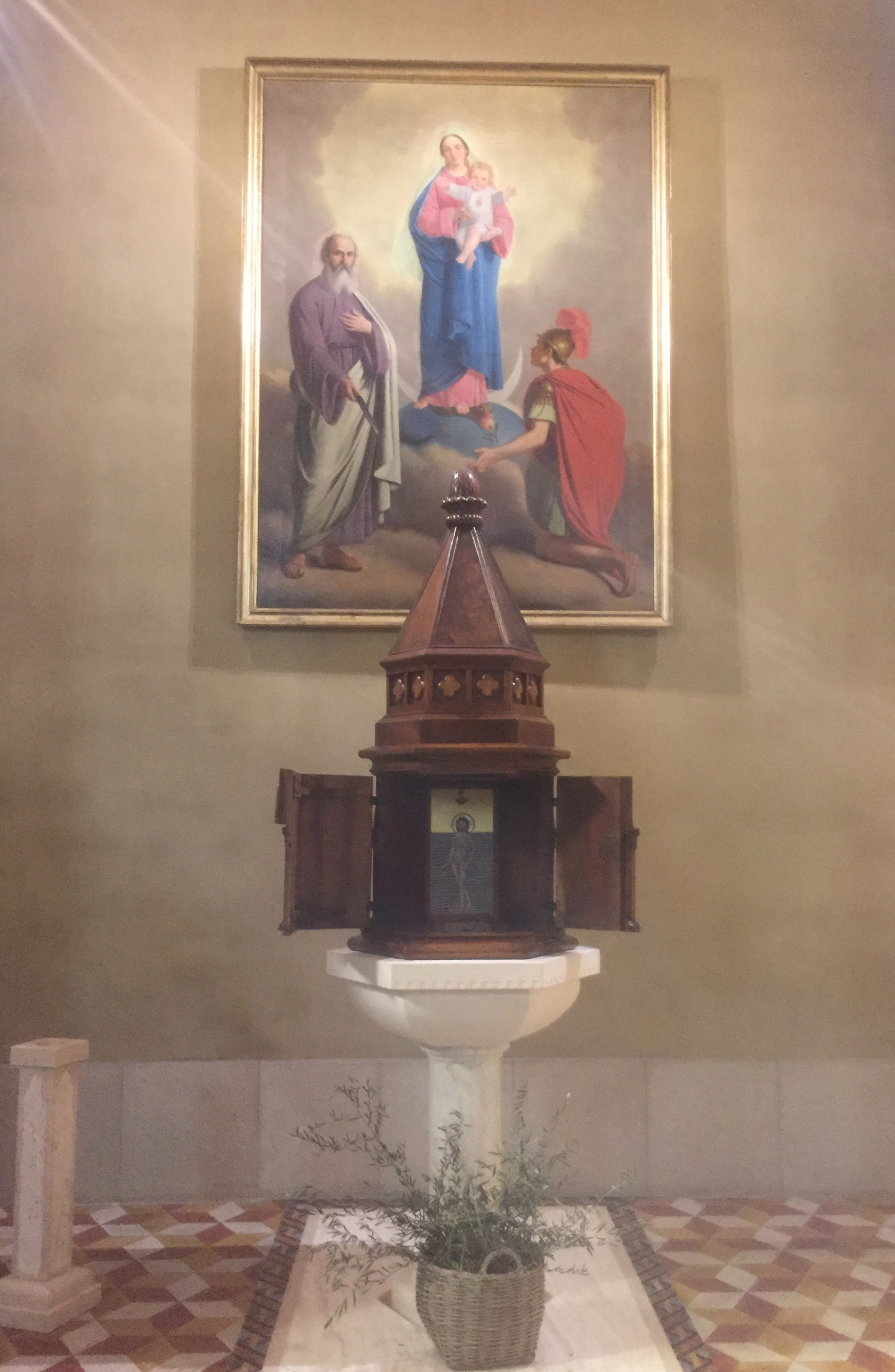
聖バルトロマイ教会(イタリア、マルネ県)
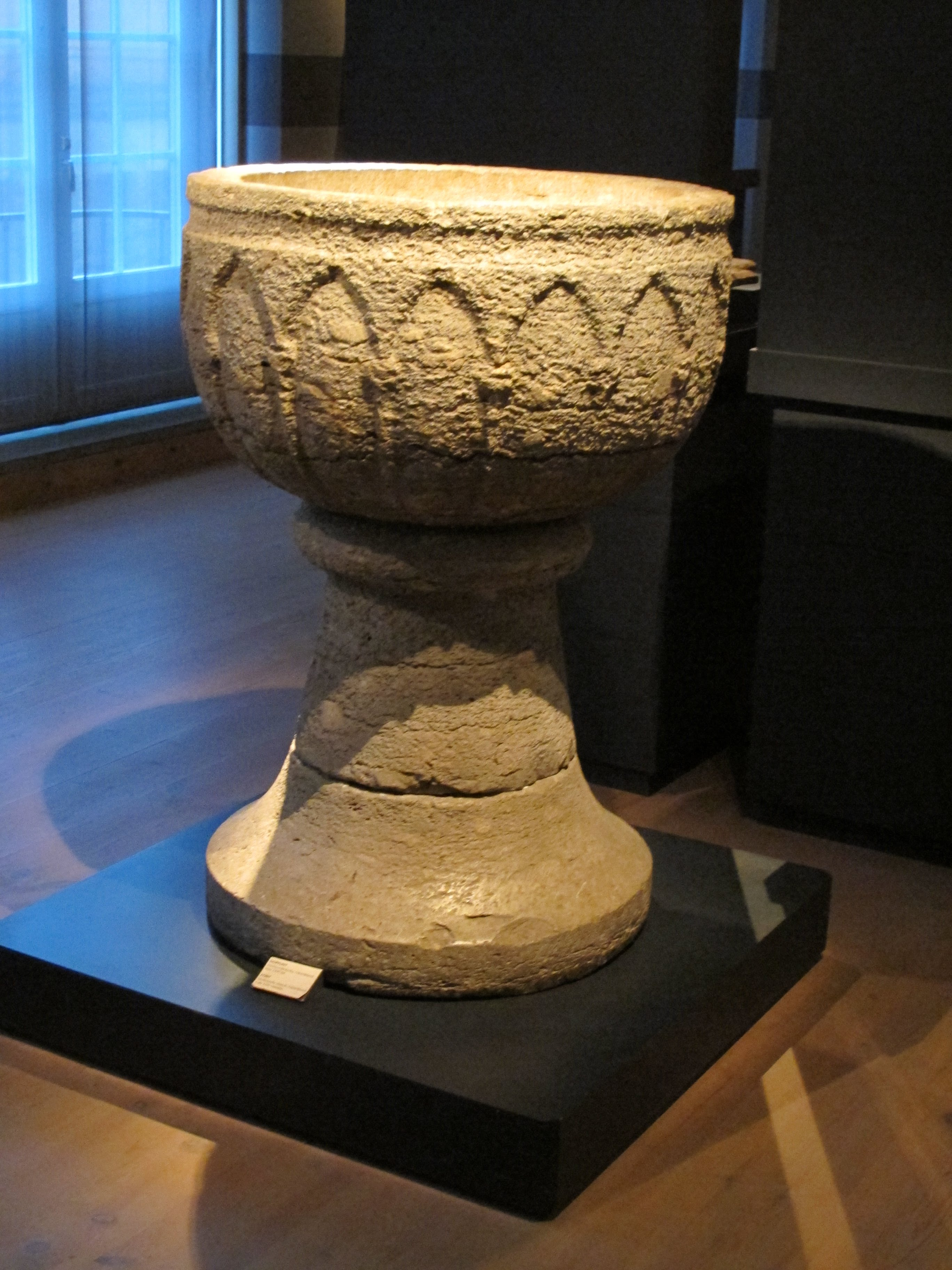
Hedesunda教会の洗礼盤。13世紀後半。(ストックホルム歴史博物館)

### 浸礼槽

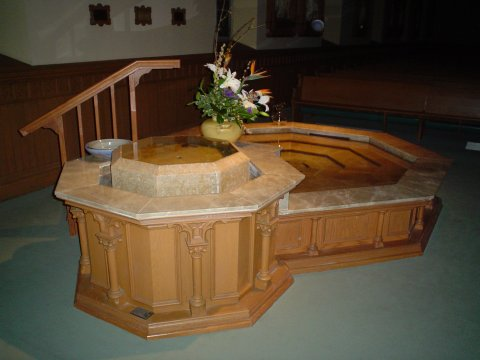
聖ラファエルカテドラルの浸礼槽(アイオワ州ダビューク)。2005年に小さなものから成人の浸礼ができる大きさに拡張された。
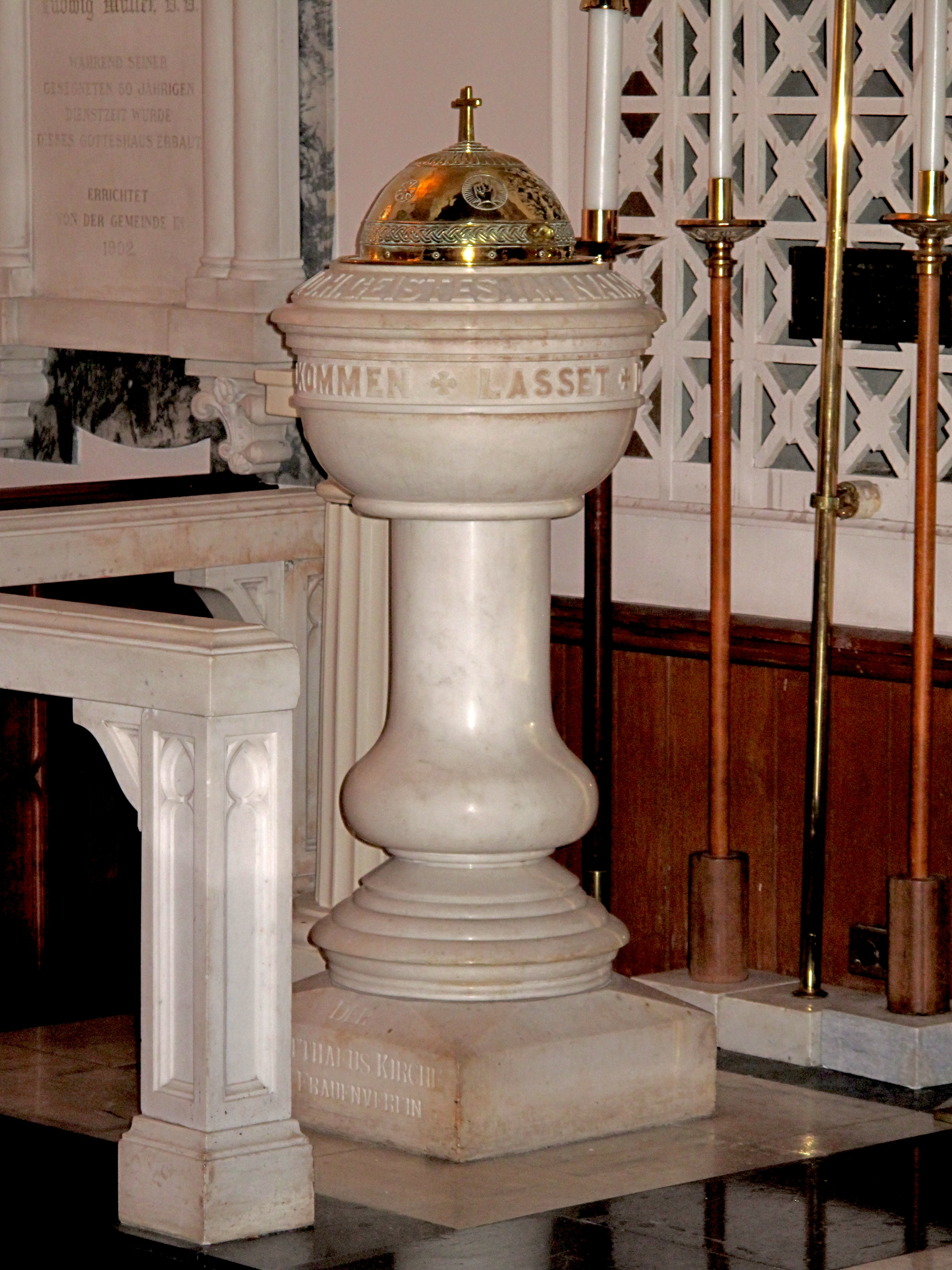
ドイツ福音ルター派聖マタイ教会の大理石製の洗礼盤(サウスカロライナ州チャールストン)
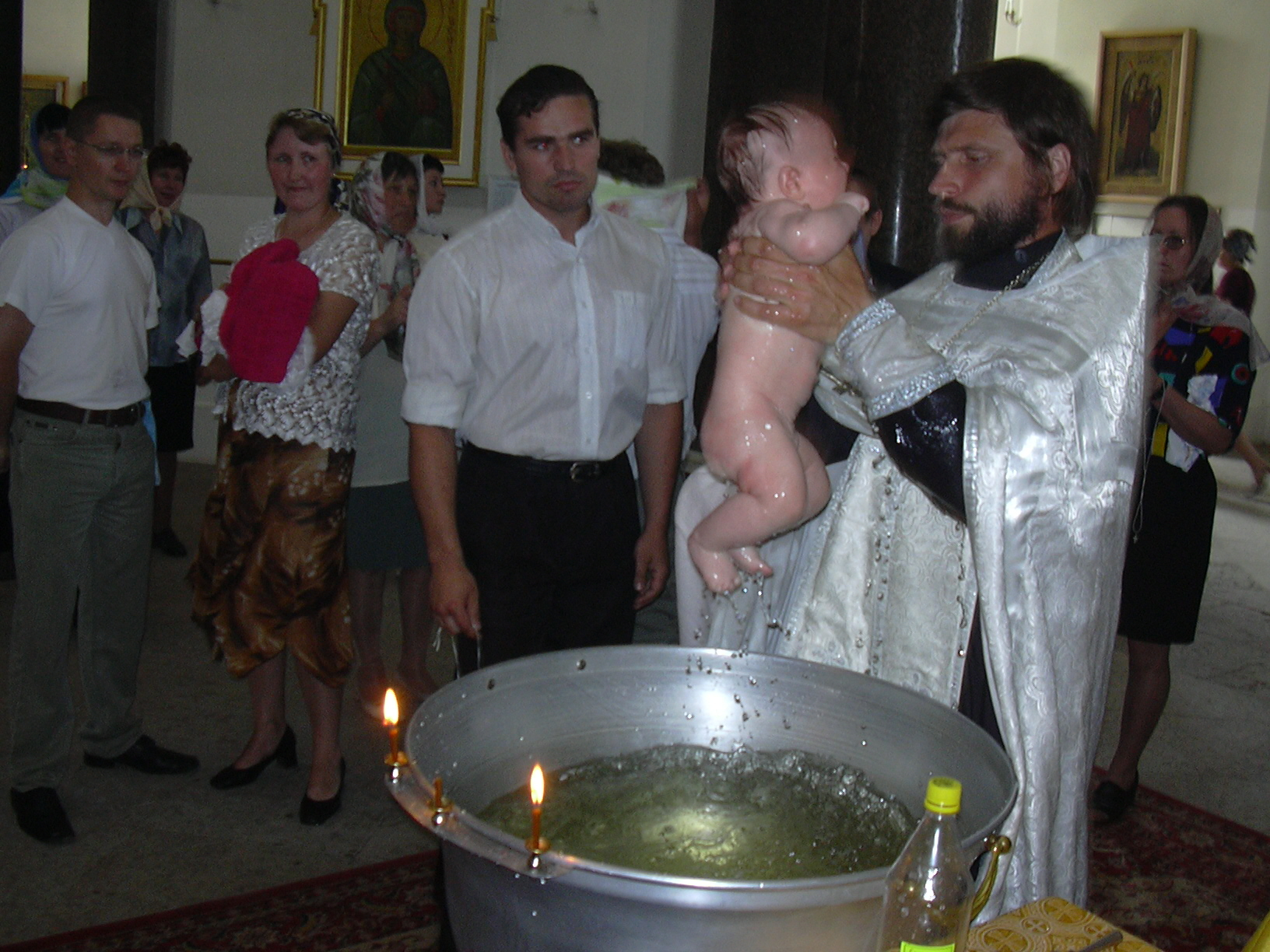
ロシア正教会における幼児洗礼の様子。(サンクトペテルブルク)
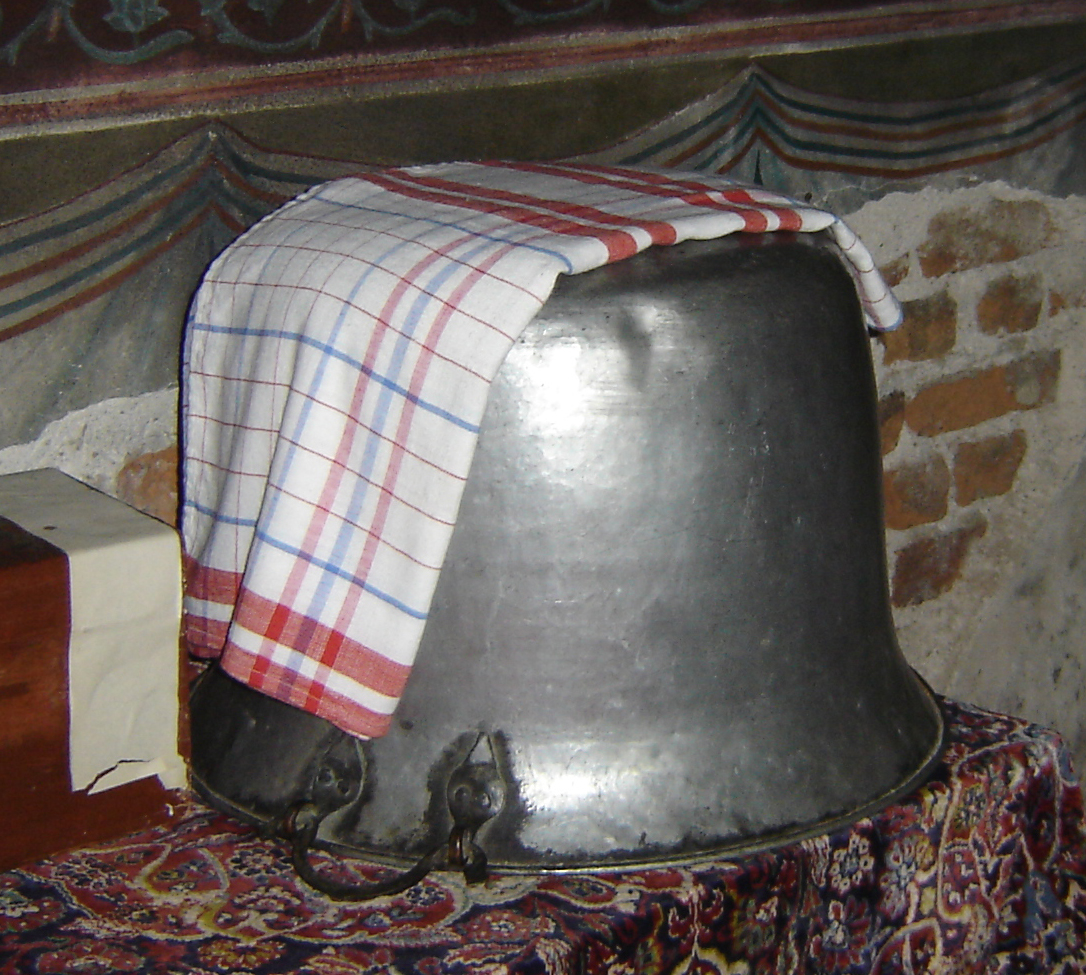
錫鍍金された銅製の浸礼槽(ブルガリア)
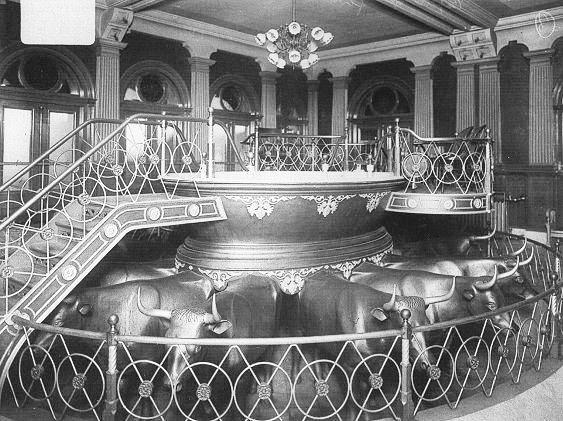
ソルトレイクシティの末日聖徒イエス・キリスト教会神殿の浸礼槽。1912年頃。槽を支える12頭の雄牛はイスラエル12部族を表している。
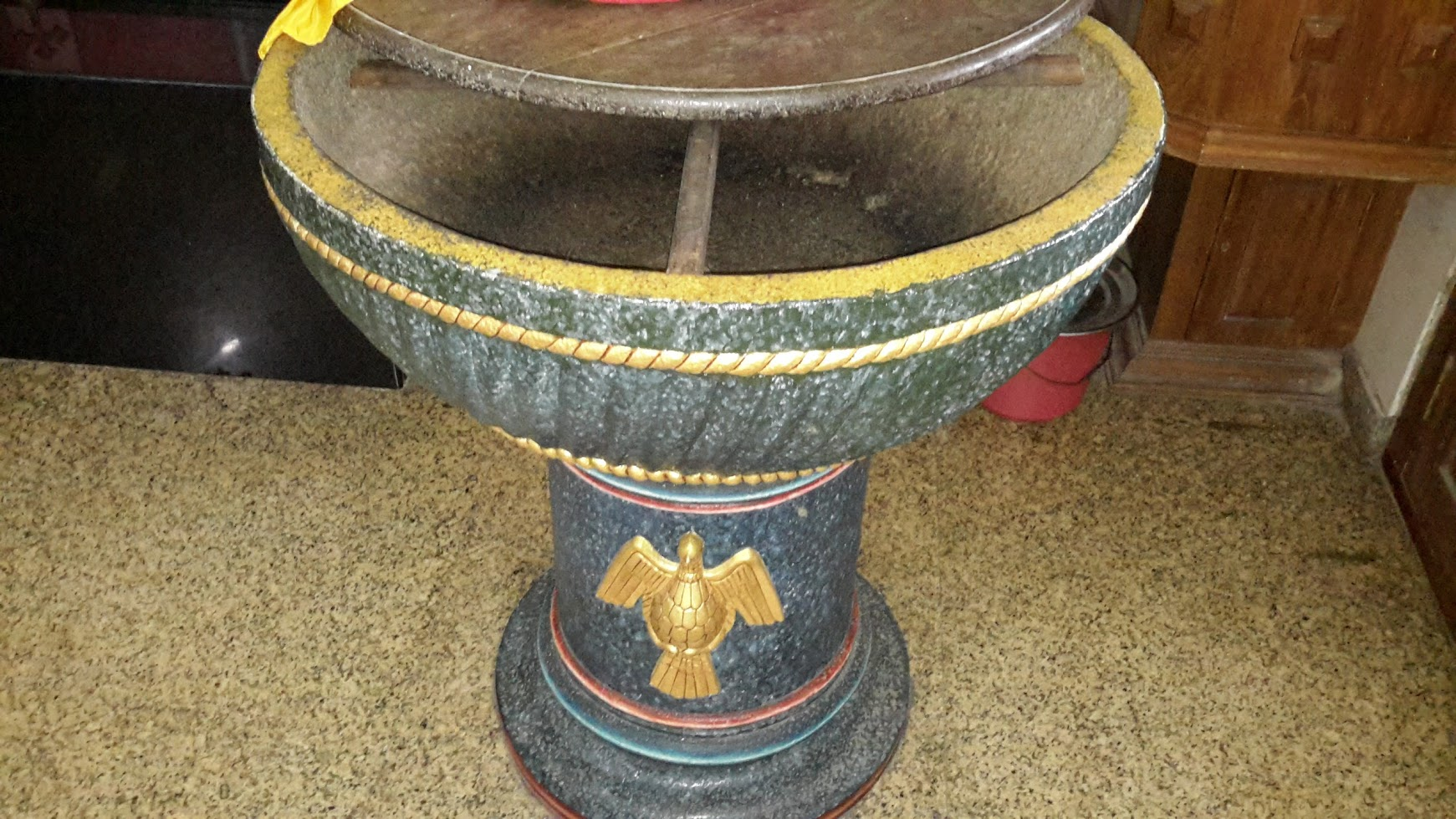
11世紀からマランカラ教会において使われている洗礼盤。(Mulanthuruthy Marthoman Church)
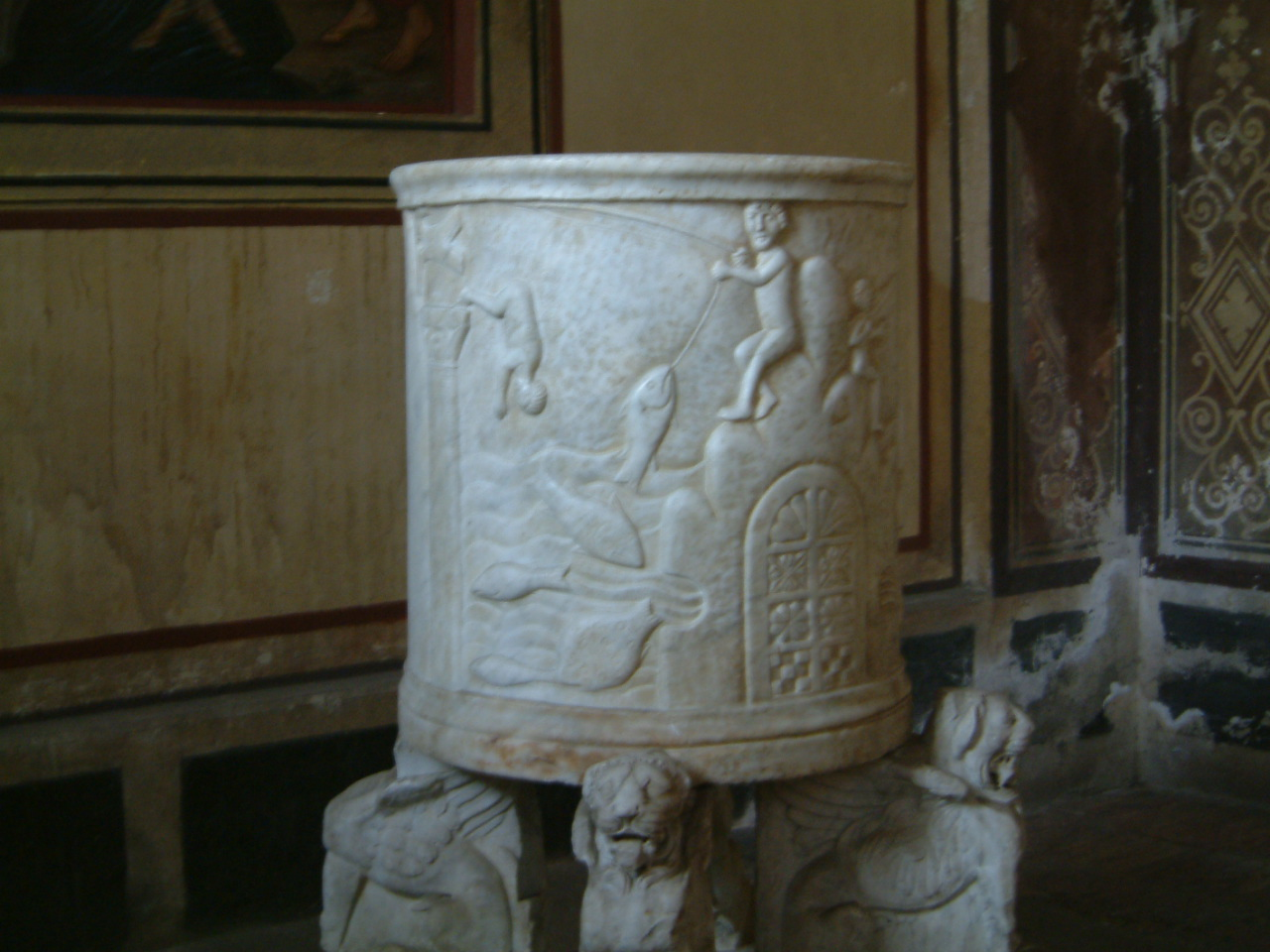
聖バシリウス会サンタ・マリア修道院の浸礼槽(イタリア、フラスカティ近郊のグロッタフェッラータ)